# Elecciones provinciales de Salta de 1991
Las elecciones generales de la provincia de Salta de 1991 tuvieron lugar el 27 de octubre del mencionado año con el objetivo de elegir al Gobernador para el período 1991-1995, a 30 de los 60 escaños de la Cámara de Diputados y 11 de los 23 escaños del Senado Provincial. Se realizaron al mismo tiempo que las elecciones legislativas a nivel nacional. Se implementó la Ley de Doble Voto Simultáneo (o ley de lemas).
El militar retirado Roberto Ulloa, exgobernador de facto durante la dictadura militar autodenominada Proceso de Reorganización Nacional, durante la cual se implementó un brutal mecanismo de terrorismo de Estado, se presentó como candidato del Partido Renovador de Salta (PRS), debiendo enfrentarse al exgobernador Roberto Romero, del oficialista Partido Justicialista (PJ). Ulloa obtuvo una aplastante victoria con el 56.06% de los votos, mientras que Romero obtuvo el peor resultado para su partido con el 35.80% de los votos. La Unión Cívica Radical (UCR), cayó a su mínimo histórico en Salta con el 5.87%. Fue la primera, y hasta el momento, única derrota del Partido Justicialista en Salta. A pesar de la ley de lemas, Ulloa triunfó por sí solo, mientras que solo el justicialismo y el radicalismo presentaron más de un sublema. Ulloa se convirtió de este modo en el segundo Gobernador de facto durante una interrupción constitucional en Argentina en acceder posteriormente al cargo en elecciones libres, siendo Felipe Sapag en Neuquén el primero.
En el plano legislativo, el PRS obtuvo la victoria en las elecciones de diputados y consiguió 16 de las 30 bancas en disputa que, sin embargo, no le permitieron depurar la abultada primera minoría del justicialismo. El PJ obtuvo 9 bancas y la UCR 5. En el Senado, debido a la utilización de escrutinio mayoritario uninominal por departamentos, el PJ obtuvo las 11 bancas en disputa, y el gobierno entrante de Ulloa contaría con solo un senador durante la mitad de su mandato.

## Resultados

### Gobernador y vicegobernador
| Lema                    | Lema                                                     | Sublema               | Fórmula                | Fórmula               | Sublema               | Sublema               | Lema    | Lema  |
| Lema                    | Lema                                                     | Sublema               | Gobernador             | Vicegobernador        | Votos                 | %                     | Votos   | %     |
| ----------------------- | -------------------------------------------------------- | --------------------- | ---------------------- | --------------------- | --------------------- | --------------------- | ------- | ----- |
|                         | Partido Renovador de Salta                               | —                     | Roberto Ulloa          | Ricardo Gómez Diez    | —                     | —                     | 200.446 | 56,06 |
|                         | Frente Justicialista de la Unidad                        | La Fuerza para Crecer | Roberto Romero         |                       | 106.151               | 82,93                 | 128.005 | 35,80 |
| Salta de Pie            | Frente Justicialista de la Unidad                        | Arnaldo Etchart       |                        | 17.066                | 13,33                 |                       | 128.005 | 35,80 |
| La Opción Justicialista | Frente Justicialista de la Unidad                        | Walter Luna           |                        | 4.788                 | 3,74                  |                       | 128.005 | 35,80 |
|                         | Unión Cívica Radical                                     | Auténtica             | Juan Carlos Gottifredi |                       | 14.956                | 71,32                 | 20.971  | 5,87  |
| Unidad Federal          | Unión Cívica Radical                                     | Gladys de Vittar      |                        | 3.135                 | 14,95                 |                       | 20.971  | 5,87  |
| Integración Popular     | Unión Cívica Radical                                     |                       |                        | 2.880                 | 13,73                 |                       | 20.971  | 5,87  |
|                         | Fuerza Republicana                                       | —                     |                        |                       | —                     | —                     | 1.689   | 0,47  |
|                         | Partido Demócrata Cristiano/Unir a la Gente              | —                     |                        |                       | —                     | —                     | 1.350   | 0,38  |
|                         | Partido Obrero                                           | —                     |                        |                       | —                     | —                     | 1.158   | 0,32  |
|                         | Alianza Convocatoria Política y Social (PSP - PH - PVEP) | —                     |                        |                       | —                     | —                     | 951     | 0,27  |
|                         | Movimiento al Socialismo                                 | —                     |                        |                       | —                     | —                     | 817     | 0,23  |
|                         | Partido Socialista Democrático                           | —                     |                        |                       | —                     | —                     | 686     | 0,19  |
|                         | Partido de la Liberación                                 | —                     |                        |                       | —                     | —                     | 557     | 0,16  |
|                         | Partido Comunista                                        | —                     |                        |                       | —                     | —                     | 525     | 0,15  |
|                         | Tres Banderas                                            | —                     |                        |                       | —                     | —                     | 377     | 0,11  |
| Votos positivos         | Votos positivos                                          | Votos positivos       | Votos positivos        | Votos positivos       | Votos positivos       | Votos positivos       | 357.532 | 98,67 |
| Votos en blanco         | Votos en blanco                                          | Votos en blanco       | Votos en blanco        | Votos en blanco       | Votos en blanco       | Votos en blanco       | 2.101   | 0,58  |
| Votos anulados          | Votos anulados                                           | Votos anulados        | Votos anulados         | Votos anulados        | Votos anulados        | Votos anulados        | 2.733   | 0,75  |
| Participación           | Participación                                            | Participación         | Participación          | Participación         | Participación         | Participación         | 362.366 | 73,76 |
| Electores registrados   | Electores registrados                                    | Electores registrados | Electores registrados  | Electores registrados | Electores registrados | Electores registrados | 491.253 | 100   |
| Fuente:                 |                                                          |                       |                        |                       |                       |                       |         |       |

### Cámara de Diputados
| ← 1989 · Cámara de Diputados · 1993 → | ← 1989 · Cámara de Diputados · 1993 →                    | ← 1989 · Cámara de Diputados · 1993 → | ← 1989 · Cámara de Diputados · 1993 → | ← 1989 · Cámara de Diputados · 1993 → | ← 1989 · Cámara de Diputados · 1993 → | ← 1989 · Cámara de Diputados · 1993 → | ← 1989 · Cámara de Diputados · 1993 → |
| Lema                                  | Lema                                                     | Sublema                               | Sublema                               | Sublema                               | Lema                                  | Lema                                  | Lema                                  |
| Lema                                  | Lema                                                     | Sublema                               | Votos                                 | %                                     | Votos                                 | %                                     | Bancas                                |
| ------------------------------------- | -------------------------------------------------------- | ------------------------------------- | ------------------------------------- | ------------------------------------- | ------------------------------------- | ------------------------------------- | ------------------------------------- |
|                                       | Partido Renovador de Salta                               | —                                     | —                                     | —                                     | 163.834                               | 51,80                                 | 16/30                                 |
|                                       | Frente Justicialista de la Unidad                        | La Fuerza para Crecer                 | 44.553                                | 38,54                                 | 115.601                               | 36,55                                 | 9/30                                  |
| Futuro para Todos                     | Frente Justicialista de la Unidad                        | 26.706                                | 23,10                                 |                                       | 115.601                               | 36,55                                 | 9/30                                  |
| Salta de Pie                          | Frente Justicialista de la Unidad                        | 10.957                                | 9,48                                  |                                       | 115.601                               | 36,55                                 | 9/30                                  |
| La Opción Justicialista               | Frente Justicialista de la Unidad                        | 3.910                                 | 3,38                                  |                                       | 115.601                               | 36,55                                 | 9/30                                  |
| Otros lemas                           | Frente Justicialista de la Unidad                        | 29.475                                | 25,50                                 |                                       | 115.601                               | 36,55                                 | 9/30                                  |
|                                       | Unión Cívica Radical                                     | Auténtica                             | 14.972                                | 56,39                                 | 26.551                                | 8,39                                  | 5/30                                  |
| Integración Popular                   | Unión Cívica Radical                                     | 3.294                                 | 12,41                                 |                                       | 26.551                                | 8,39                                  | 5/30                                  |
| Unidad Federal                        | Unión Cívica Radical                                     | 3.294                                 | 12,41                                 |                                       | 26.551                                | 8,39                                  | 5/30                                  |
| Otros lemas                           | Unión Cívica Radical                                     | 4.991                                 | 18,80                                 |                                       | 26.551                                | 8,39                                  | 5/30                                  |
|                                       | Fuerza Republicana                                       | —                                     | —                                     | —                                     | 3.765                                 | 1,19                                  |                                       |
|                                       | Partido Demócrata Cristiano/Unir a la Gente              | —                                     | —                                     | —                                     | 1.590                                 | 0,50                                  |                                       |
|                                       | Partido Obrero                                           | —                                     | —                                     | —                                     | 1.086                                 | 0,34                                  |                                       |
|                                       | Alianza Convocatoria Política y Social (PSP - PH - PVEP) | —                                     | —                                     | —                                     | 919                                   | 0,29                                  |                                       |
|                                       | Partido Socialista Democrático                           | —                                     | —                                     | —                                     | 682                                   | 0,22                                  |                                       |
|                                       | Partido Comunista                                        | —                                     | —                                     | —                                     | 591                                   | 0,19                                  |                                       |
|                                       | Movimiento al Socialismo                                 | —                                     | —                                     | —                                     | 476                                   | 0,15                                  |                                       |
|                                       | Partido de la Liberación                                 | —                                     | —                                     | —                                     | 453                                   | 0,14                                  |                                       |
|                                       | Tres Banderas                                            | —                                     | —                                     | —                                     | 380                                   | 0,12                                  |                                       |
|                                       | Partido Blanco de los Jubilados                          | —                                     | —                                     | —                                     | 234                                   | 0,07                                  |                                       |
|                                       | Movimiento Línea Popular                                 | —                                     | —                                     | —                                     | 132                                   | 0,04                                  |                                       |
| Votos positivos                       | Votos positivos                                          | Votos positivos                       | Votos positivos                       | Votos positivos                       | 316.294                               | 98,57                                 |                                       |
| Votos en blanco                       | Votos en blanco                                          | Votos en blanco                       | Votos en blanco                       | Votos en blanco                       | 2.002                                 | 0,62                                  |                                       |
| Votos anulados                        | Votos anulados                                           | Votos anulados                        | Votos anulados                        | Votos anulados                        | 2.599                                 | 0,81                                  |                                       |
| Participación                         | Participación                                            | Participación                         | Participación                         | Participación                         | 320.895                               | 65,32                                 |                                       |
| Electores registrados                 | Electores registrados                                    | Electores registrados                 | Electores registrados                 | Electores registrados                 | 491.253                               | 100                                   |                                       |
| Fuente:                               |                                                          |                                       |                                       |                                       |                                       |                                       |                                       |

### Cámara de Senadores
| ← 1989 · Cámara de Senadores · 1993 → | ← 1989 · Cámara de Senadores · 1993 →                    | ← 1989 · Cámara de Senadores · 1993 → | ← 1989 · Cámara de Senadores · 1993 → | ← 1989 · Cámara de Senadores · 1993 → | ← 1989 · Cámara de Senadores · 1993 → | ← 1989 · Cámara de Senadores · 1993 → | ← 1989 · Cámara de Senadores · 1993 → |
| Lema                                  | Lema                                                     | Sublema                               | Sublema                               | Sublema                               | Lema                                  | Lema                                  | Lema                                  |
| Lema                                  | Lema                                                     | Sublema                               | Votos                                 | %                                     | Votos                                 | %                                     | Bancas                                |
| ------------------------------------- | -------------------------------------------------------- | ------------------------------------- | ------------------------------------- | ------------------------------------- | ------------------------------------- | ------------------------------------- | ------------------------------------- |
|                                       | Frente Justicialista de la Unidad                        | La Fuerza para Crecer                 | 32.612                                | 60,19                                 | 54.181                                | 42,74                                 | 11/11                                 |
| Salta de Pie                          | Frente Justicialista de la Unidad                        | 7.574                                 | 13,98                                 |                                       | 54.181                                | 42,74                                 | 11/11                                 |
| Futuro para Todos                     | Frente Justicialista de la Unidad                        | 6.418                                 | 11,85                                 |                                       | 54.181                                | 42,74                                 | 11/11                                 |
| La Opción Justicialista               | Frente Justicialista de la Unidad                        | 2.417                                 | 4,46                                  |                                       | 54.181                                | 42,74                                 | 11/11                                 |
| Otros lemas                           | Frente Justicialista de la Unidad                        | 5.160                                 | 9,52                                  |                                       | 54.181                                | 42,74                                 | 11/11                                 |
|                                       | Partido Renovador de Salta                               | —                                     | —                                     | —                                     | 53.370                                | 42,10                                 |                                       |
|                                       | Unión Cívica Radical                                     | Auténtica                             | 7.681                                 | 44,59                                 | 17.225                                | 13,59                                 |                                       |
| Integración Popular                   | Unión Cívica Radical                                     | 2.819                                 | 16,37                                 |                                       | 17.225                                | 13,59                                 |                                       |
| Unidad Federal                        | Unión Cívica Radical                                     | 1.944                                 | 11,29                                 |                                       | 17.225                                | 13,59                                 |                                       |
| Otros lemas                           | Unión Cívica Radical                                     | 4.781                                 | 27,76                                 |                                       | 17.225                                | 13,59                                 |                                       |
|                                       | Fuerza Republicana                                       | —                                     | —                                     | —                                     | 826                                   | 0,65                                  |                                       |
|                                       | Partido Demócrata Cristiano/Unir a la Gente              | —                                     | —                                     | —                                     | 405                                   | 0,32                                  |                                       |
|                                       | Alianza Convocatoria Política y Social (PSP - PH - PVEP) | —                                     | —                                     | —                                     | 276                                   | 0,22                                  |                                       |
|                                       | Partido Comunista                                        | —                                     | —                                     | —                                     | 214                                   | 0,17                                  |                                       |
|                                       | Partido Socialista Democrático                           | —                                     | —                                     | —                                     | 145                                   | 0,11                                  |                                       |
|                                       | Tres Banderas                                            | —                                     | —                                     | —                                     | 83                                    | 0,07                                  |                                       |
|                                       | Partido Blanco de los Jubilados                          | —                                     | —                                     | —                                     | 26                                    | 0,02                                  |                                       |
|                                       | Partido de la Liberación                                 | —                                     | —                                     | —                                     | 21                                    | 0,02                                  |                                       |
| Votos positivos                       | Votos positivos                                          | Votos positivos                       | Votos positivos                       | Votos positivos                       | 126.772                               | 98,44                                 |                                       |
| Votos en blanco                       | Votos en blanco                                          | Votos en blanco                       | Votos en blanco                       | Votos en blanco                       | 945                                   | 0,73                                  |                                       |
| Votos anulados                        | Votos anulados                                           | Votos anulados                        | Votos anulados                        | Votos anulados                        | 1.064                                 | 0,83                                  |                                       |
| Total                                 | Total                                                    | Total                                 | Total                                 | Total                                 | 128.781                               | 100                                   |                                       |
| Fuente:                               |                                                          |                                       |                                       |                                       |                                       |                                       |                                       |